# Basim
Anis Basim Moujahid (ur. 4 lipca 1992 w Høje Gladsaxe), znany lepiej jako Basim – duński autor utworów i wokalista o marokańskich korzeniach, zdobywca czwartego miejsca w pierwszej edycji duńskiej wersji programu The X Factor w 2008 roku, reprezentant Danii podczas 59. Konkursu Piosenki Eurowizji w 2014 roku.

## Życiorys

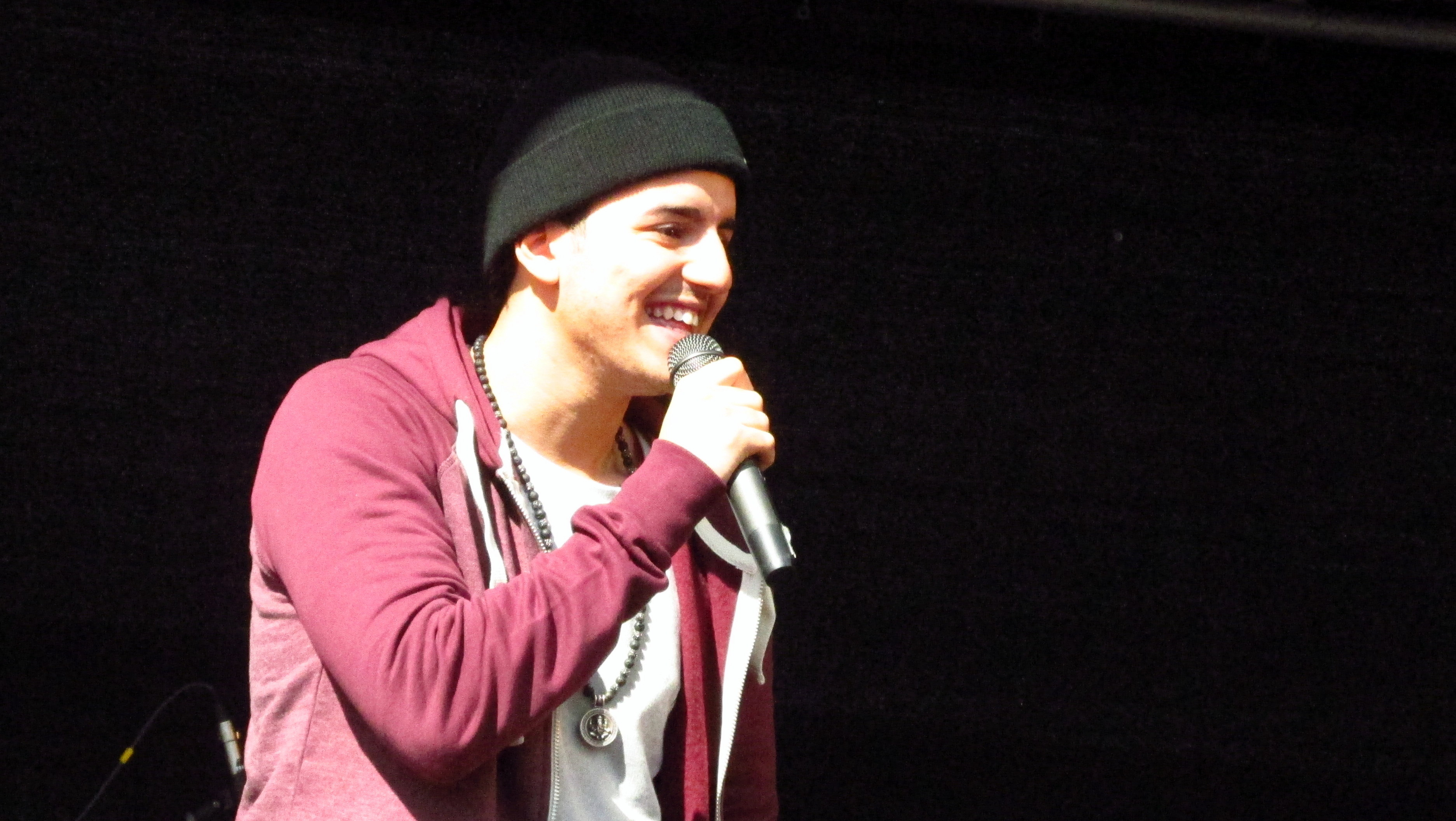
Basim podczas koncertu w Hjørring w kwietniu 2014

### Dzieciństwo
Basim urodził się w kopenhaskiej dzielnicy Høje Gladsaxe jako syn Abdela Moujahida i jego żony Zohry. Starszym bratem wokalisty jest Nabil Moujahid, który uczestniczył w 2010 roku w trzeciej edycji programu The X Factor jako członek zespołu In-Joy.

### Kariera

#### 2005–2008:The X FactoriAlt det jeg ville have sagt
W 2005 roku, w wieku piętnastu lat Moujahid wziął udział w przesłuchaniach do pierwszej edycji duńskiej wersji programu The X Factor. Awansował do kolejnego etapu talent show i dostał się do drużyny w przedziale wiekowym 15-24, której mentorem był producent Mikkel „Remee” Sigvardt. Wokalista zajął ostatecznie czwarte miejsce, odpadając w rundzie ćwierćfinałowej.
Po udziale w programie, Basim wydał swój debiutancki album Alt det jeg ville have sagt, który miał swoją premierę 13 października 2008 roku. Producentem płyty został jego mentor z The X Factor Remee, który towarzyszył mu także podczas jego trasy koncertowej w Kopenhadze jako manager. Album trafił na ósme miejsce krajowych list najchętniej kupowanych krążków oraz zdobył status złotej płyty. Wydawnictwo promowały single „Alt det jeg ville have sagt”, „Jeg vil” i „Baby, jeg savner dig”. W tym samym roku jego ojciec zachorował na raka, a wokalista zaśpiewał o tym w utworze „Himlen har alt for mange engle”.

#### 2009–2013:Befri dig selviVild med dans
W październiku 2009 roku Basim wydał swój drugi album studyjny pt. Befri dig selv, który dotarł do 21. miejsca krajowych list najczęściej kupowanych płyt. Krążek promowały utwory „Lad ikke solen gå ned” (nagrany we współpracy z Lis Sørensen) oraz tytułowy singiel „Befri dig selv”. W tym samym roku wokalista wziął udział w siódmej edycji programu Vild med dans, duńskiej wersji formatu Dancing with the Stars, w której tańczył z Claudią Rex, zajmując z nią przedostatnie, dziewiąte miejsce.
W lutym 2013 roku Basim wydał swój debiutancki minialbum pt. 5.

#### Od 2014: Konkurs Piosenki Eurowizji
W 2014 roku Basim zgłosił się do udziału w duńskich eliminacjach do Konkursu Piosenki Eurowizji – Dansk Melodi Grand Prix. Krajowy nadawca Danmarks Radio (DR) zakwalifikował jego utwór „Cliche Love Song” do finału selekcji spośród 872 propozycji. Koncert finałowy odbył się 8 marca, wokalista zajął w nim ostatecznie pierwsze miejsce i wygrał tytuł reprezentanta gospodarza (Danii) podczas 59. Konkursu Piosenki Eurowizji, zdobywając największą liczbę punktów od jurorów oraz telewidzów.Jako reprezentant gospodarzy miał zapewnione miejsce w finale widowiska, wystąpił w finale konkursu, który odbył się 10 maja w Kopenhadze, zajął ostatecznie 9. miejsce z 74 punktami na koncie.

## Dyskografia

### Albumy studyjne
| Rok  | Album                       | Najwyższa pozycja na liście |
| Rok  | Album                       | DEN                         |
| ---- | --------------------------- | --------------------------- |
| 2008 | Alt det jeg ville have sagt | 8                           |
| 2009 | Befri dig selv              | 21                          |

### Extended plays (EP)
| Rok  | Album |
| ---- | ----- |
| 2013 | 5     |